# Nivelă cu bulă de aer

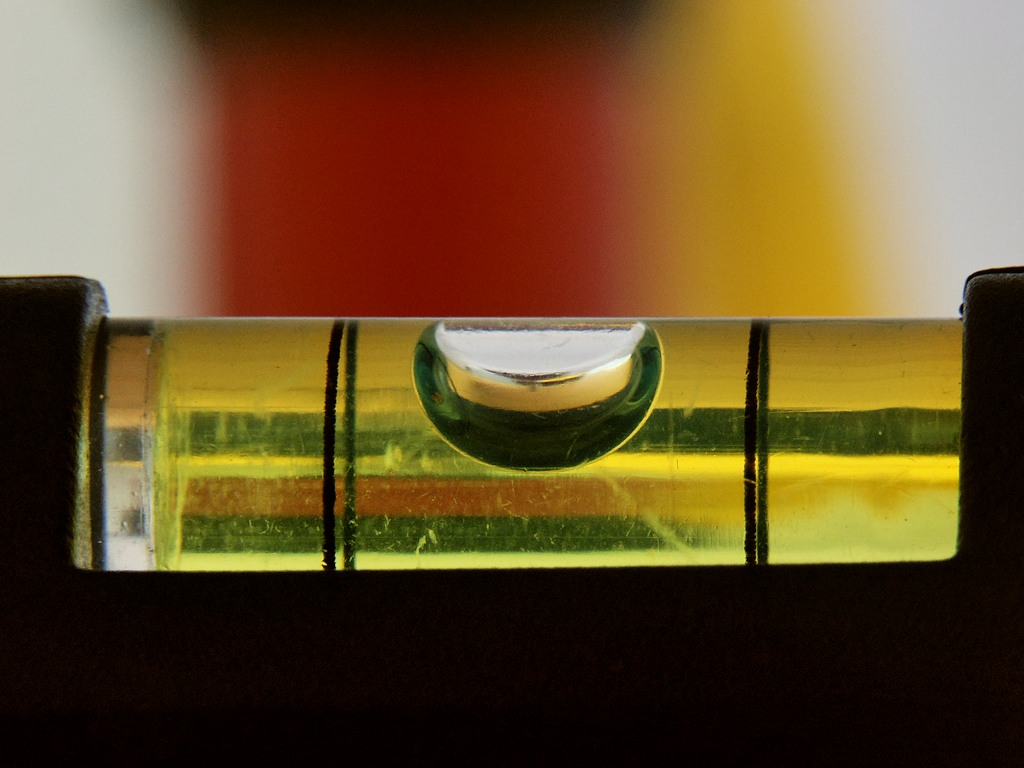
Cilindrul gradat și bula de aer

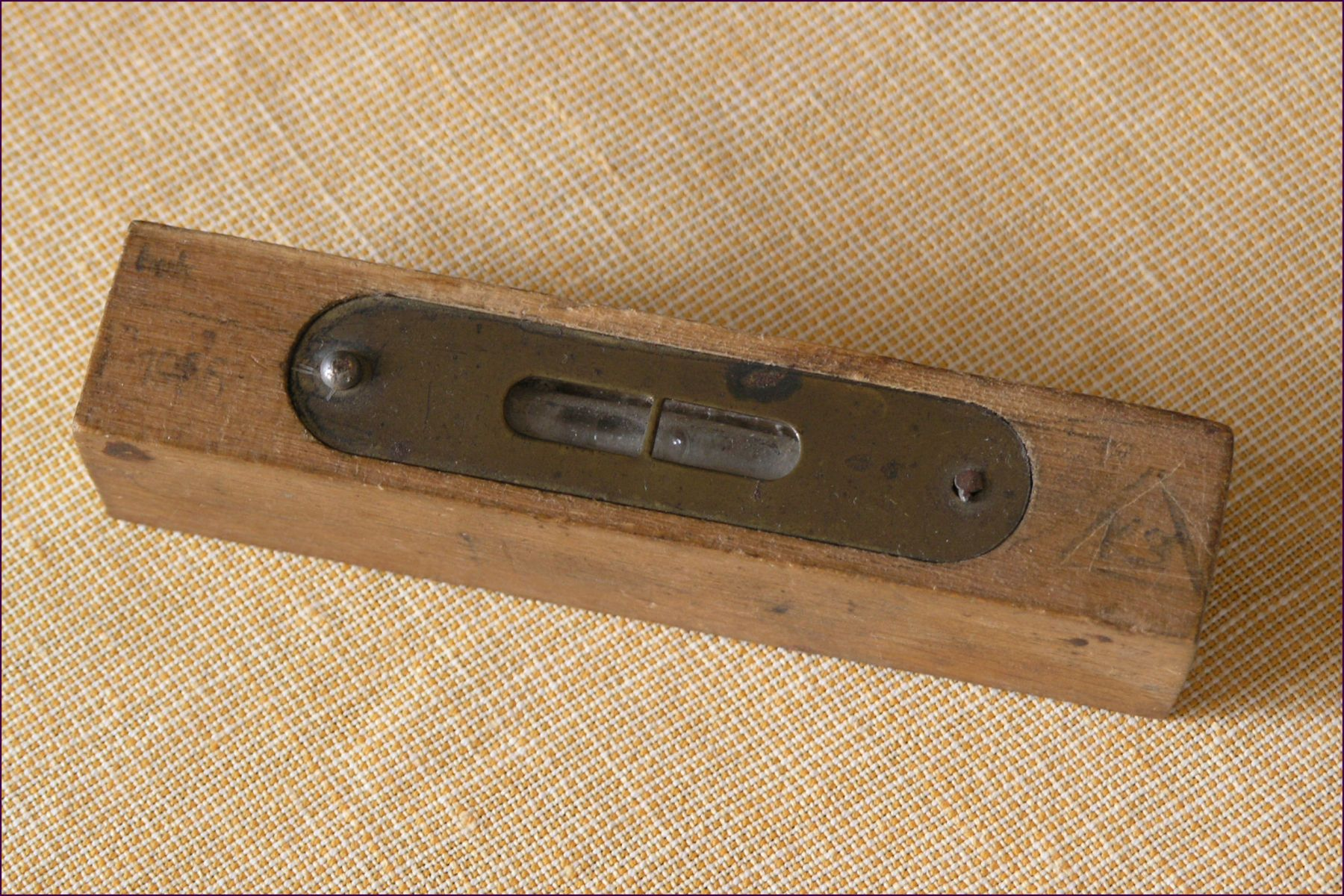
Nivelă clasică cu lichid (poloboc)

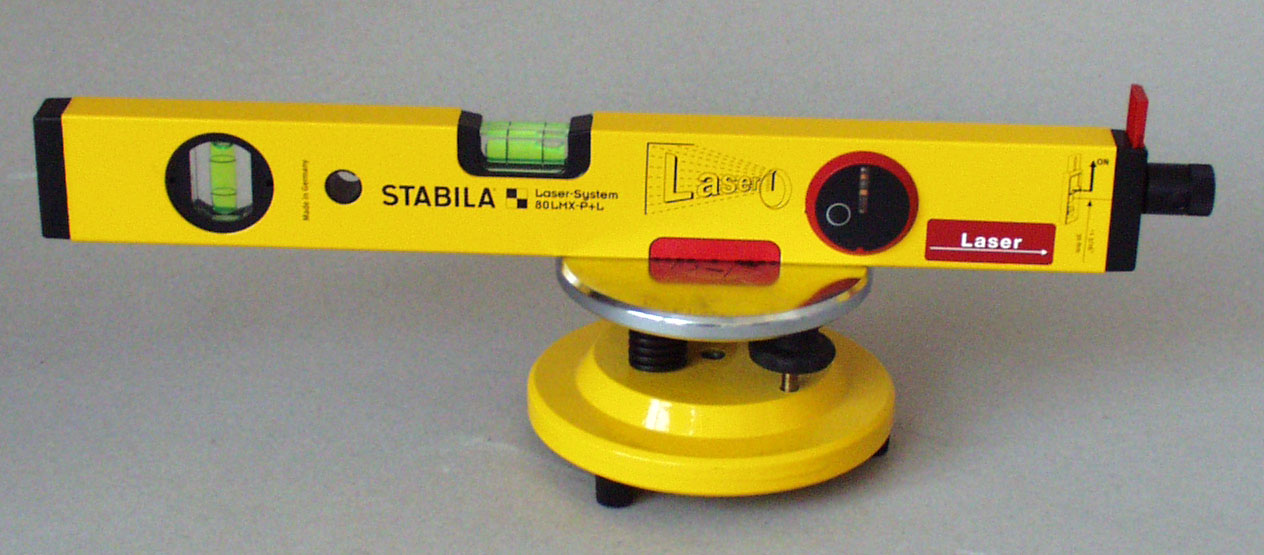
Nivelă combinată, cu lichid și laser

Nivela cu bulă de aer este un instrument folosit pentru verificarea orizontalității unei piese, mașini, instalații, a verticalității unui perete în curs de construcție etc. Se mai numește poloboc sau cumpănă.
Nivela cu bulă de aer este formată dintr-un corp paralelipipedic din lemn, aluminiu sau material plastic și un cilindru de sticlă etanș, gradat cu fire reticulare, care conține un lichid și o bulă de gaz. Pentru că cilindrul de sticlă este de fapt un segment de tor acest tip de nivele se numesc „torice”. Instrumentul are la baza funcționării sale principiul vaselor comunicante. Este folosit pentru trasarea sau confirmarea orizontalității sau verticalității pe distanțe mici, de până în trei metri. Cele mai bune nivele cu bulă de aer au o toleranță de circa 6 mm/m, adică la un metru distanță măsurat în lungul cumpenei poate apare o abatere de trei milimetri, în plus sau în minus, perpendicular pe aceasta.
Unele cumpene au trei cilindri cu bule de aer, unul pentru suprafețe orizontale, unul pentru suprafețe verticale și altul pentru înclinații la 45 de grade. Cel de-al treilea cilindru cu bulă poate fi și reglabil, stabilindu-se unghiul necesar fie cu ajutorul unui raportor, fie cu ajutorul gradațiilor marcate pe corpul nivelei.
Nivela torică de tip furtun de nivel este un instrument cu precizie mai mare, format dintr-un furtun și două tuburi transparente, marcate milimetric, atașate la capete. Sistemul este umplut cu un lichid, de obicei apă, și funcționează pe principiul vaselor comunicante. Este folosit în construcții, la trasarea cotelor zero.
Este folosită pentru uz industrial (mai ales în construcții) și uz casnic general.